# Joseph Kabila
Joseph Kabila, nome completo Joseph Kabila Kabange (Hewa Bora, 4 giugno 1971), è un politico e generale della Repubblica Democratica del Congo.
Figlio del Presidente Laurent-Désiré Kabila, è divenuto il suo successore in seguito all’assassinio del padre, il 17 gennaio 2001.

## Biografia

### Anni giovanili
Joseph Kabila nacque in una piccola città vicino a Manono, nel Katanga settentrionale, nella parte orientale del paese. Il padre, terzo presidente della RDC, nacque proprio a Manono. È figlio dell'ex leader dei ribelli e presidente della RDC Laurent-Désiré Kabila e di Mahanya Sifa Kabila. Ciononostante, vi sono alcuni dubbi riguardo alla legittimità di questa discendenza, sull'età e sul suo passato.
L'infanzia di Kabila coincise con il periodo più difficile della carriera politica e militare di suo padre. Per questo motivo, si sa relativamente poco dei primi anni di vita di Kabila, a parte il fatto che iniziò le scuole elementari in una scuola pubblica di Fizi, nel Sud-Kivu, e le concluse a Dar es Salaam, in Tanzania. Successivamente frequentò le scuole superiori a Mbeya, in Tanzania.

### Guerriglia ed anni nell'esercito
Al fine di collaborare con le forze ribelli del padre, Joseph Kabila seguì un addestramento militare in Tanzania, anche con l'aiuto dei governi delle vicine Uganda e Ruanda, dopo il diploma. Nel 1996 si unì alle forze ribelli di Laurent Kabila, sostenute dal Ruanda (l'Alleanza di forze democratiche per la liberazione del Congo, (AFDL)), come comandante delle operazioni, nella campagna che fu chiamata Prima guerra del Congo. In seguito alla vittoria dell'AFDL e della salita al potere di Laurent Kabila, Joseph Kabila continuò il suo addestramento all'Università Nazionale di Difesa, a Pechino, in Cina.
Al ritorno dalla Cina, Kabila fu promosso a generale maggiore e nominato vicesegretario dei Capi di Stato Maggiore Uniti delle Forze Armate congolesi, nel 1998. Nel 2000 fu nominato Capo di Stato Maggiore dell'esercito, posizione che mantenne fino all'assassinio di Laurent Kabila nel gennaio 2001. Come capo di stato maggiore, fu uno dei principali comandanti delle truppe governative nella Seconda guerra del Congo.

### Presidenza
Quando Kabila divenne Presidente, il 26 gennaio 2001, all'età di 29 anni, era considerato giovane ed inesperto. Da allora Joseph Kabila ha tentato di mettere fine alla guerra civile e di togliere le truppe straniere dal paese, con successo. L'accordo di pace del 2002, firmato al Dialogo inter-congolese di Sun City, in Sudafrica, che ufficialmente concluse la seconda guerra del Congo, lasciò Joseph Kabila Presidente e capo di Stato del Congo. Sotto di lui fu insediata un'amministrazione ad interim, che comprendeva i leader dei due principali gruppi ribelli del paese come vice presidenti (altri due vicepresidenti sono rappresentanti dell'opposizione civile e dei sostenitori del governo, rispettivamente).
Il 28 marzo 2004, un presunto colpo di Stato o ammutinamento intorno alla capitale Kinshasa, apparentemente da parte di membri della guardia dell'ex presidente Mobutu Sese Seko (che fu spodestato dal padre di Kabila nel 1997 e morì nello stesso anno), fallì. L'11 giugno 2004 i golpisti guidati dal Maggiore Eric Lenge tentarono di prendere il potere ed annunciarono sulla radio di stato che il governo di transizione era sospeso, ma furono sconfitti dalle truppe lealiste.
Nel dicembre 2005 un referendum ha approvato una nuova costituzione, ed un'elezione presidenziale si è tenuta il 30 luglio 2006 (rimandata dalla data originale a giugno). La nuova costituzione abbassa l'età minima per un candidato alla presidenza da 35 a 30 anni; Kabila ha compiuto 35 anni poco prima delle elezioni. Nel marzo 2006 si era registrato come candidato.
Secondo i risultati provvisori annunciati il 20 agosto, Kabila ha ottenuto il 45% dei voti; il suo principale avversario, il vicepresidente ed ex leader dei ribelli Jean-Pierre Bemba, ha ottenuto il 20%. Kabila ha ottenuto maggiori consensi nella parte orientale del paese, dove si parla swahili. Il ballottaggio tra Kabila e Bemba si è tenuto il 29 ottobre. Anche se Kabila si è registrato come indipendente, è l'"iniziatore" del PPRD, che lo ha scelto come proprio candidato. In risposta alle accuse di violenze sessuali compiute dai militari congolesi, ha sottolineato che 300 soldati sono stati condannati per crimini sessuali, anche se ha ammesso che questo non è abbastanza.
Joseph Kabila sostiene di avere un BA (Bachelor of Arts) in Studi Internazionali e Diplomazia conferito dall'Università internazionale di Washington, un'università non tradizionale a distanza che non richiede la frequenza di corsi. Il 6 dicembre 2006 Kabila è stato rieletto presidente, battendo alle elezioni Jean-Pierre Bemba, uno dei quattro vicepresidenti del governo nazionale instaurato nel 2003. Il 28 novembre 2011 le nuove elezioni presidenziali, svoltesi in un clima di grande tensione e con forti ombre sulla loro regolarità, hanno visto ancora la vittoria di Joseph Kabila. Il Presidente uscente si è imposto con il 48,95% dei voti contro il 32,33% ottenuto di Étienne Tshisekedi.
Nell'ottobre 2021, Joseph Kabila ha discusso la sua tesi di laurea all'Università di Johannesburg. Al termine dei suoi studi, durati cinque anni, gli è stato conferito un master in scienze politiche e relazioni internazionali.
Nell'aprile 2025, il Procuratore generale delle Forze armate ha presentato al Senato una richiesta per revocare l'immunità di Joseph Kabila, che avrebbe consentito di processarlo per tradimento, crimini di guerra e crimini contro l'umanità.

## Matrimonio
Il 1º giugno 2006, dopo che molte indiscrezioni sul matrimonio erano state alimentate da molte personalità di rilievo del paese, il capo della famiglia presidenziale, l'ambasciatore Theodore Mugalu, ha annunciato ufficialmente le nozze del presidente con Olive Lembe di Sita. Kabila e la moglie hanno una figlia, nata nel 2001 e di nome Sifa, come la madre di Kabila. La cerimonia civile ha avuto luogo il 17 giugno 2006.
Dato che il Presidente Kabila è protestante e la signora Lembe di Sita è cattolica, le cerimonie di matrimonio sono state ecumeniche e pertanto celebrate congiuntamente dall'Arcivescovo cattolico di Kinshasa, il cardinale Frédéric Etsou-Nzabi-Bamungwabi, e da Monsignor Pierre Marini Bodho - Vescovo e presidente della Chiesa di Cristo in Congo, la chiesa ombrello per la maggior parte delle denominazioni protestanti in Congo, conosciuta nel paese semplicemente come "Chiesa Protestante".